# ۱۰ رمضان
۱۰ رمضان، دهمین روز ماه رمضان در تقویم هجری قمری است.این ماه از سال ، در سال های کبیسه ۳۰ روز و در باقی سال ها ۲۹ روز است .
در تقویم هجری قمری قراردادی این روز دویست و چهل و ششمین روز سال است.

## مرگ‌ها
- ۳ قبل از هجرت ‐ خدیجه بنت خویلد، همسر اول محمد پیامبر اسلام[۱]